# Sofía Álvarez (actriz nacida en 1958)
Sofía Álvarez, nombre artístico de Sofía Verónica Calzadilla Bichara (México, 29 de abril de 1958) es una actriz y cuentista mexicana.

## Carrera
Siendo aún una niña, comenzó a trabajar en 1963 como actriz de doblaje de varias películas como The third secret, así mismo prestó su voz para varias series de televisión. En 1978 se integró al Canal 11 de México, donde presentó el programa Cuenta con Sofía, dando a conocer su facilidad para inventar cuentos infantiles. En 1979 actuó en la película María de mi corazón en la cual conoció a Héctor Bonilla y al director Jaime Humberto Hermosillo. Para 1983 fue llamada nuevamente por Hermosillo, esta vez para integrarse al elenco de la película El corazón de la noche, además de lanzar un disco de temática infantil titulado Cuento de navidad. En 1984 llegó a su fin su programa en Canal 11, ese mismo año fue contratada por Imevisión, donde presentó el programa Sofiando el cual seguía la misma línea que el anterior. En 1989 escribió el libro infantil El cuento para no bañarse. El programa Sofiando llegó a su fin en 1990. Animada por Héctor Bonilla, Sofía se cambia a la televisora Televisa, en la cual ambos compartieron créditos en la telenovela Atrapada, al finalizar esta producción en 1992, Bonilla fue vetado de la televisora y junto a Sofía volvieron a integrarse a las filas de Tv Azteca. En 1994, Sofía protagonizó el episodio "Andamos brujas" de la serie de televisión Entre vivos y muertos. En el año 2003 actuó en la película Ladies night. Para 2005 se integró al elenco de la telenovela La otra mitad del sol. En el año 2009 fue llamada nuevamente por Canal 11, volviendo a revivir el programa Cuenta con Sofía, donde volvió a demostrar lo buena que es contando cuentos. Para 2014 se integra al elenco de la telenovela Amor sin reserva y en 2015 actuó en la película Refugio.
También ha actuado en numerosas obras de teatro, así mismo ha producido en este ámbito. Ha realizado Stand-Up comedy y género Clown. Entre sus actuaciones teatrales se encuentran "Magnolias de acero", "El extranjero", entre muchas más.
Es nieta de la actriz colombomexicana Sofía Álvarez. Desde hace más de 30 años tiene una relación sentimental con el actor Héctor Bonilla, siendo padres del actor de voz Fernando Bonilla Álvarez, quién personifica al cómico "El Diente de Oro".

## Filmografía

### Series de televisión
- "Cuenta con Sofía" (2009) .... Conductora / Varios personajes
- "Entre vivos y muertos" (1994) .... Águeda (1 episodio: "Andamos brujas")
- "Sofiando" (1984-1990) .... Conductora / Varios personajes
- "Cuenta con Sofía" (1978-1984) .... Conductora / Varios personajes
- "Cuenta con Sofía" (2018) .... Conductora / Varios personajes

### Telenovelas
- Amor sin reserva (2014) .... Miranda
- La otra mitad del sol (2005) .... Margarita
- Atrapada (1991-1992) .... Alicia Montero

### Cine
- Specter (2015)
- Refugio (2015)
- Ladies' Night (2003)
- Fantas unido jamás será vencido (1994) (cortometraje)
- El corazón de la noche (1983)
- María de mi corazón (1979)

### Producción cinematográfica
- Crónica de un desayuno (2000)
- Rojo amanecer (1990)[2]

### Teatro
- Menoclownsia (2014-2015)... Menoclownsia
- Amor y crimen en la casa de Dios
- Magnolias de acero
- El extranjero
- Cabos sueltos
- Los monólogos de la vagina
- Tríptico de guerra
- En retirada
- Emociones encontradas
- Cuenta con Sofía

### Productora de teatro
- Aquel tiempo de campeones (2007)
- El día que me quieras (2007)
- La lucha se hace (2007)
- Conspiración (2007)
- López Velarde, la noche del poeta (2006)
- Ataque de pánico (2006)
- Almacenados (2006)

Entre otras

### Doblaje
- El tercer secreto (1964) - Catherine Whitset
- Sangre en el faro (1960) - Sandy Hubbard
- Las campanas de Santa María (1945) - Patricia 'Patsy' Gallagher (Doblaje realizado en los años 60)
- Jayne Eyre (1943) - Helen Burns (Doblaje realizado en los años 60)
- Buscando a Dory - Jenny (2016)[3]
- Fue la primera voz de Charlie Brown/Carlitos en los primeros especiales televisivos de Peanuts, como La Navidad de Charlie Brown, Es la gran calabaza, Charlie Brown, y en las películas de 1969 y 1972 Un niño llamado Charlie Brown y Snoopy Come Home.

### Discografía
- "Cuento de navidad" (1983) (Disco de cuentos)

### Escritora
- "El cuento para no bañarse" (1989)